# Zuidelijke butskop
De zuidelijke butskop (Hyperoodon planifrons) is een walvis uit de familie der spitssnuitdolfijnen (Ziphiidae). Hij is verwant aan de noordelijke butskop (Hyperoodon ampullatus).

## Kenmerken
De zuidelijke butskop is een robuuste walvisachtige met een grote, bolvormige meloen en een korte, uitstekende bek. De rugvin is groot met een licht afgeronde top en ver op de rug gelegen. De bovenzijde is geel tot blauwig grijs tot chocoladebruin van kleur, de keel en buik vaalwit tot lichtgrijs. Het mannetje heeft een witte plek op het voorhoofd, dat groter wordt naarmate het dier ouder wordt. Het mannetje heeft vaak enkele paarsgewijs lopende littekens over het lichaam. Mannetjes hebben twee grote tanden in de onderkaak, die licht naar voren en naar buiten gebogen zijn. Bij vrouwtjes ontbreken de tanden. Een volwassen mannetje heeft ook een meer hoekige meloen, terwijl de meloen van vrouwtjes en onvolwassen dieren afgerond is. De zuidelijke butskop wordt tussen de 6,94 en 7,45 m lang en 6 tot 8 ton zwaar, kleiner dan de noordelijke butskop. Anders dan bij de noordelijke butskop worden bij de zuidelijke butskop de vrouwtjes iets groter dan de mannetjes.

## Leefwijze
Hij voedt zich voornamelijk met pijlinktvissen en zeekatten.

## Verspreiding
De zuidelijke butskop komt enkel voor in de koudere, diepe zeeën op het Zuidelijk Halfrond, van 29° zuiderbreedte tot Antarctica. Hij is waarschijnlijk ook noordelijker aangetroffen, tot bij Hawaï en het zuiden van Japan. De meeste dieren worden aangetroffen tussen 58° en 62° zuiderbreedte. Hij verblijft meestal op open zee, in wateren die minstens 200 meter diep zijn.

## Voortplanting
Jongen worden waarschijnlijk geboren in de zomermaanden rond de wateren van Antarctica.

## Bescherming
De zuidelijke butskop is nooit zwaar bejaagd en wordt als zeer algemeen beschouwd.